# Riserva naturale regionale orientata del Litorale Tarantino Orientale
La riserva naturale regionale orientata del Litorale Tarantino Orientale è un'area naturale protetta situata lungo il litorale e nell'entroterra del comune di Manduria, in provincia di Taranto.

## Storia
La riserva, istituita negli anni duemila su di una superficie di 1113,22 ha, è stata inclusa nell'Elenco delle Aree naturali protette italiane solo a partire dall'aggiornamento 2010.

## Territorio
Nella riserva naturale orientata si inseriscono alcune oasi naturali e aree di interesse, in particolare si individuano due nuclei territoriali distinti: i boschi di Cuturi e Rosa Marina insieme alla Foce del Chidro, nell'entroterra, e un secondo nucleo, caratterizzato dalla vegetazione tipica di un ambiente costiero con forte salinità, costituito dalla Salina dei Monaci, dalle dune di Torre Colimena, dalla palude del Conte e relativa duna costiera.

### Salina dei Monaci e dune di Torre Colimena

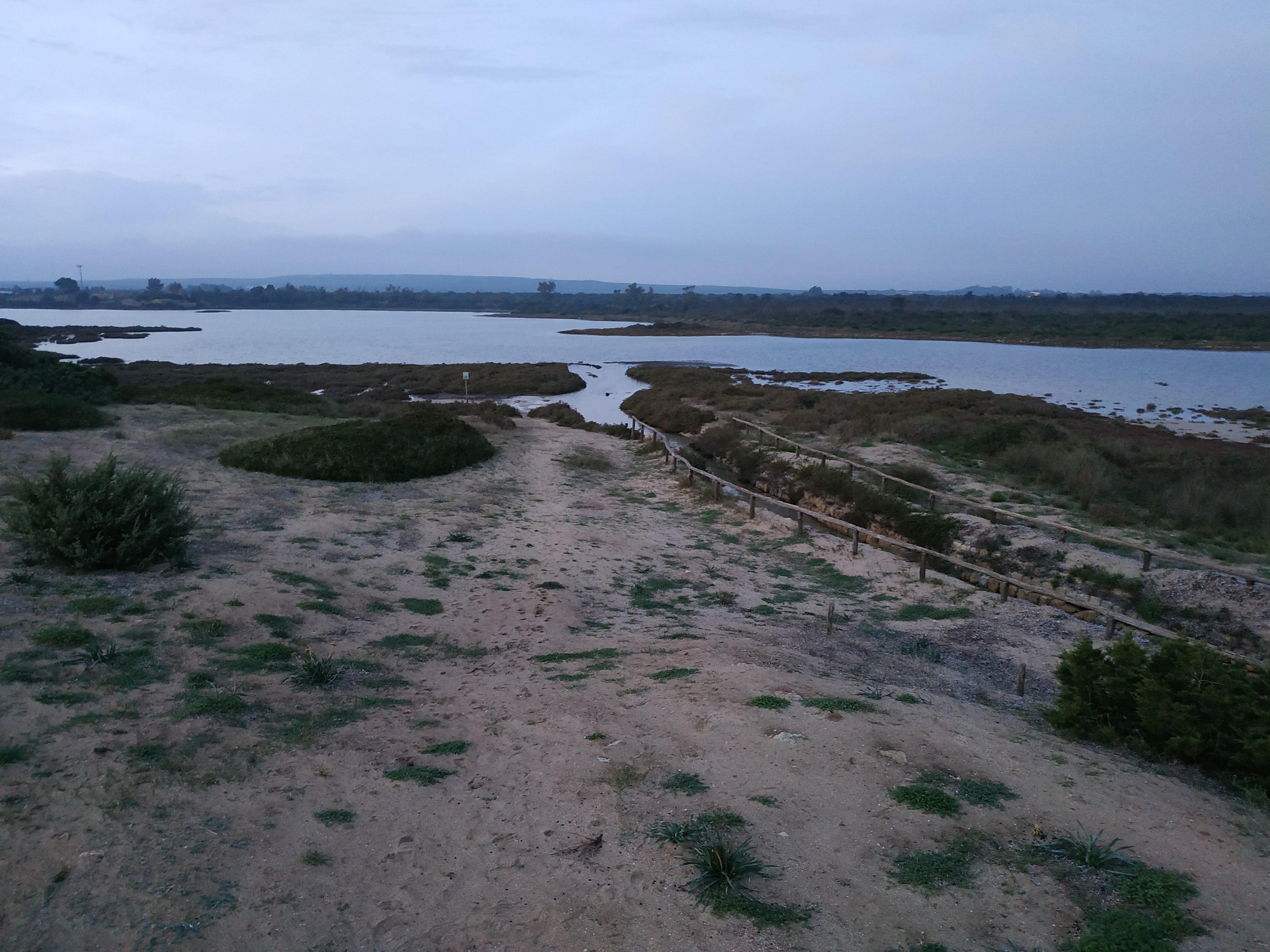
Il canale per far entrare l'acqua marina nella Salina

Situata nella parte ovest a Torre Colimena, originariamente era una depressione, ubicata alle spalle delle dune costiere e collegata al mare da un canale. Utilizzata per la raccolta di sale marino, almeno a partire dal 1731, l'area divenne soggetta ad una lieve azione di bonifica antimalarica nel periodo 1940-1950, e subì un degrado ambientale durante il periodo 1960-1970, con la costruzione della litoranea jonica salentina. Oggi la strada è stata spostata poco più a nord dell'area e il vecchio tracciato della litoranea convertito a sentiero in legno.

Nella parte nord della salina vi sono i resti dell'antica Torre delle Saline, con lo scopo di guardia del magazzino contenente il sale, il prezioso oro bianco. I monaci benedettini diedero il nome alla salina, i quali si stanziarono in un convento ed erano dediti allo sfruttamento dei depositi naturali del sale, del quale oggi rimane una cappella affrescata detta della Madonna del Carmelo.

Anticamente il sale era una risorsa molto ambita in virtù delle sue numerose proprietà e del suo impiego in diversi campi, motivo per cui era detto "oro bianco". La sua estrazione era un'attività molto remunerativa ed è facile immaginare come anche quest'area abbia avuto un ruolo di fondamentale importanza nell'economia del territorio circostante. A tale scopo i benedettini edificarono, sulla riva nord, un ampio deposito composto da più vani coperti con volte a botte ribassate. La particolarità di questi locali è nella conformazione dei pavimenti a "schiena d'asino", che permettevano il deflusso dell'acqua dalla massa di sale bagnato.

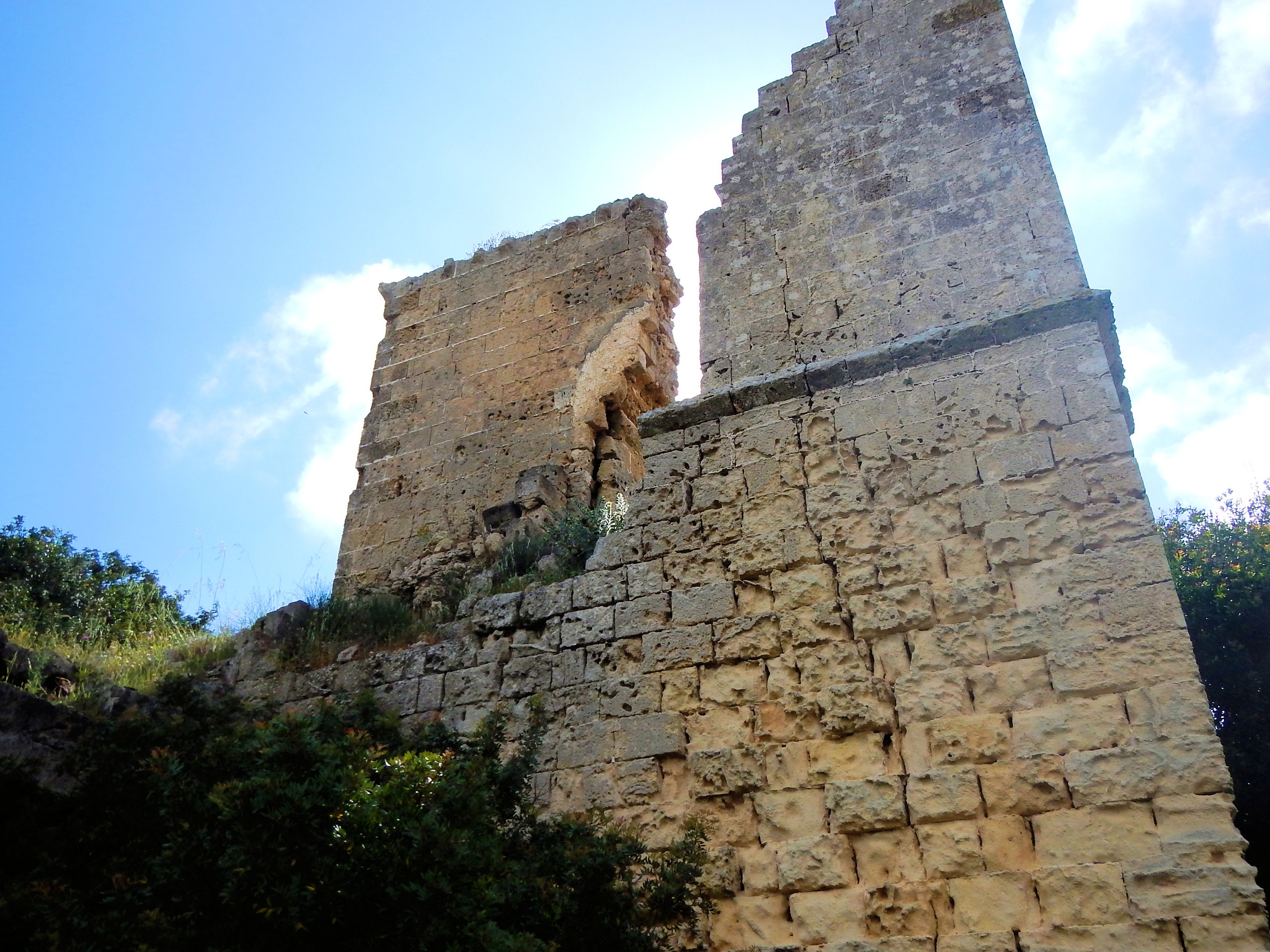
Resti dell'insediamento benedettino per l'estrazione del sale
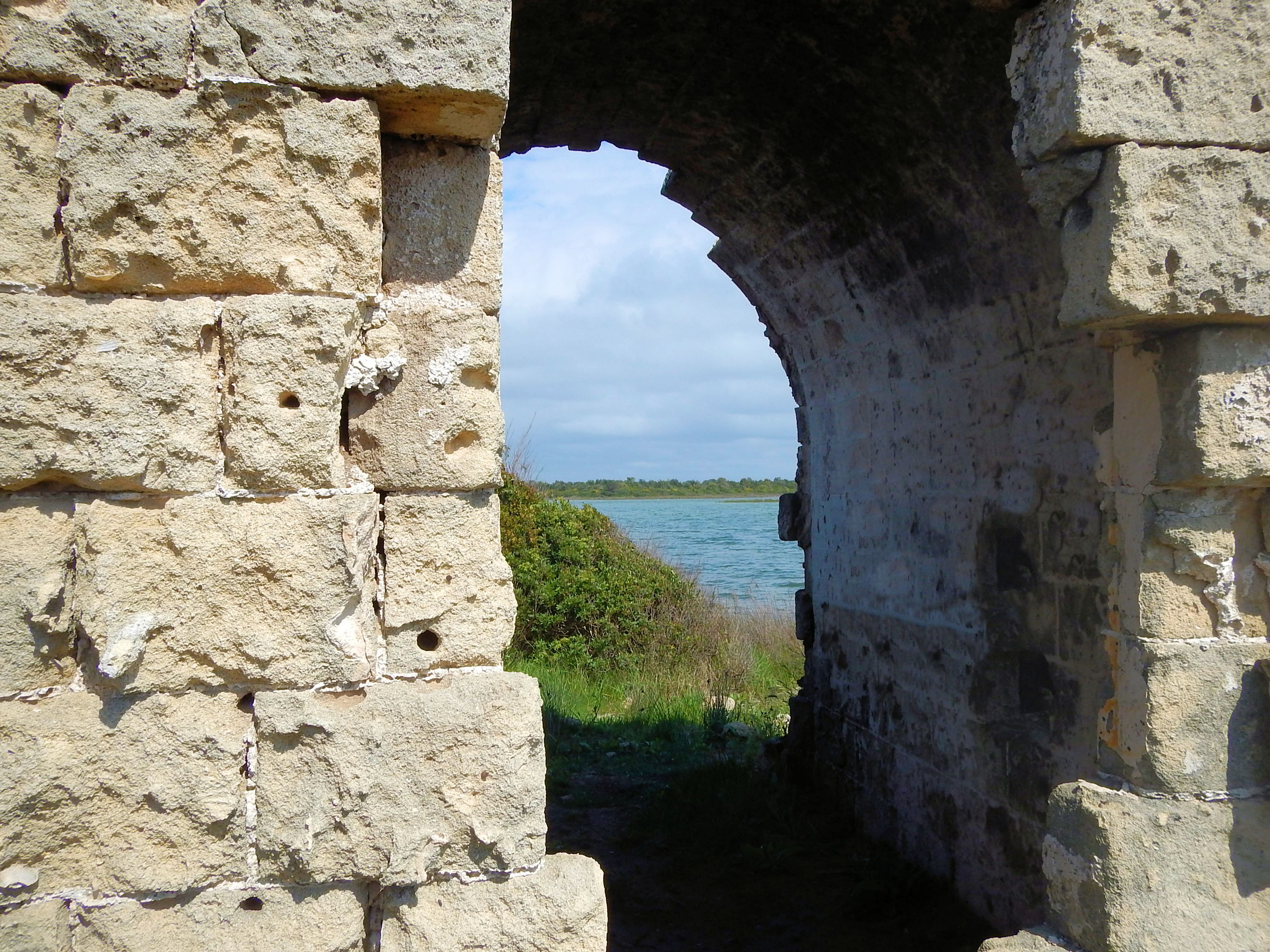
Resti dell'insediamento benedettino per l'estrazione del sale
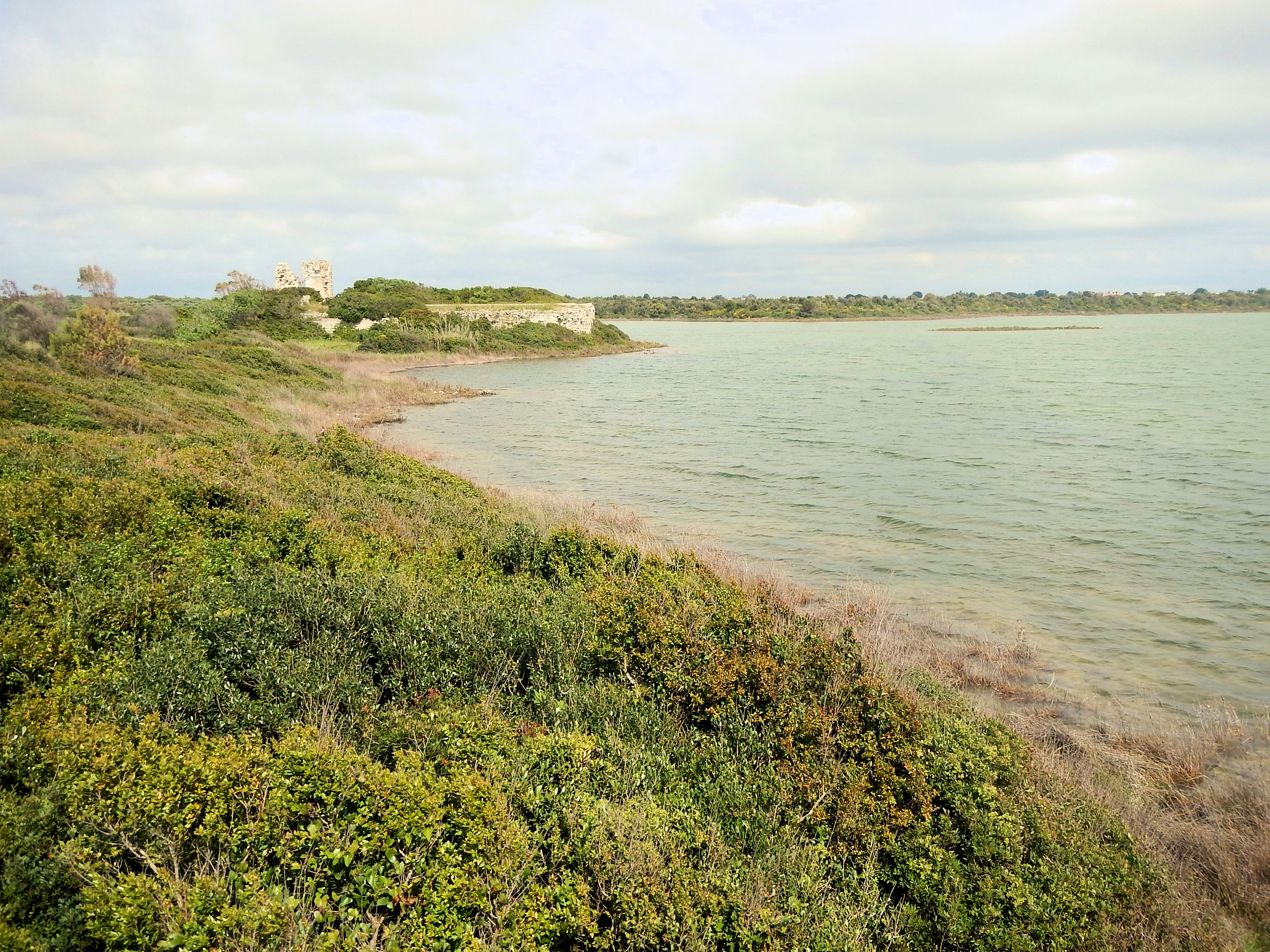
Resti dell'insediamento benedettino per l'estrazione del sale
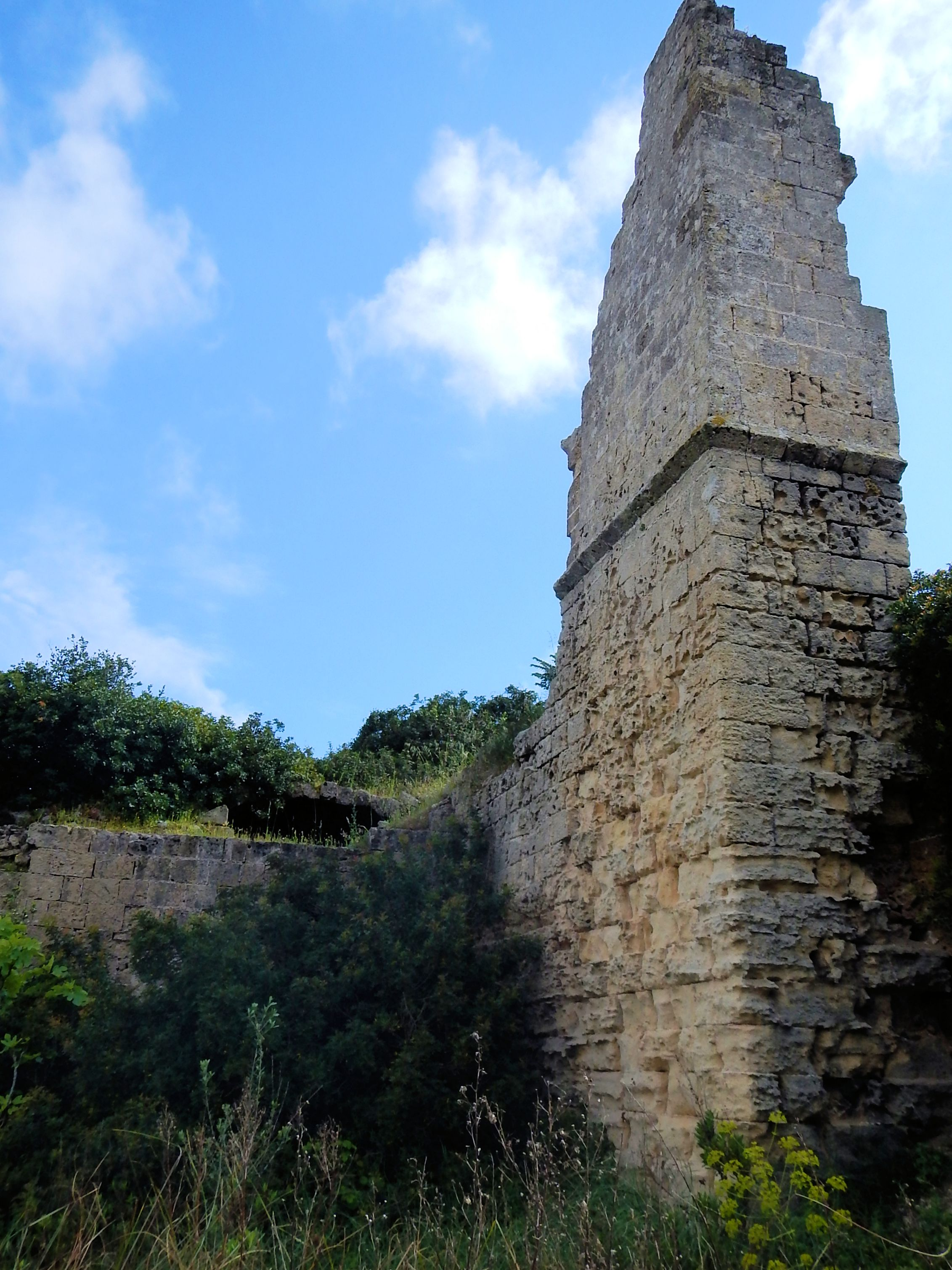
Resti dell'insediamento benedettino per l'estrazione del sale

### Palude del Conte e duna costiera
Trattasi di un'area sita a est di Torre Colimena, formata da spiagge orlate da alte dune incontaminate, frequentate da pochissima gente data la difficoltà di accedervi, infatti esse sono raggiungibili mediante un piccolo sentiero aldilà del bacino del Conte, costruito con il fine di bonificare la zona dalle omonime paludi delle quali oggi resta un grande e folto canneto a cavallo tra le due province di Taranto e Lecce. 

### Foce del Chidro

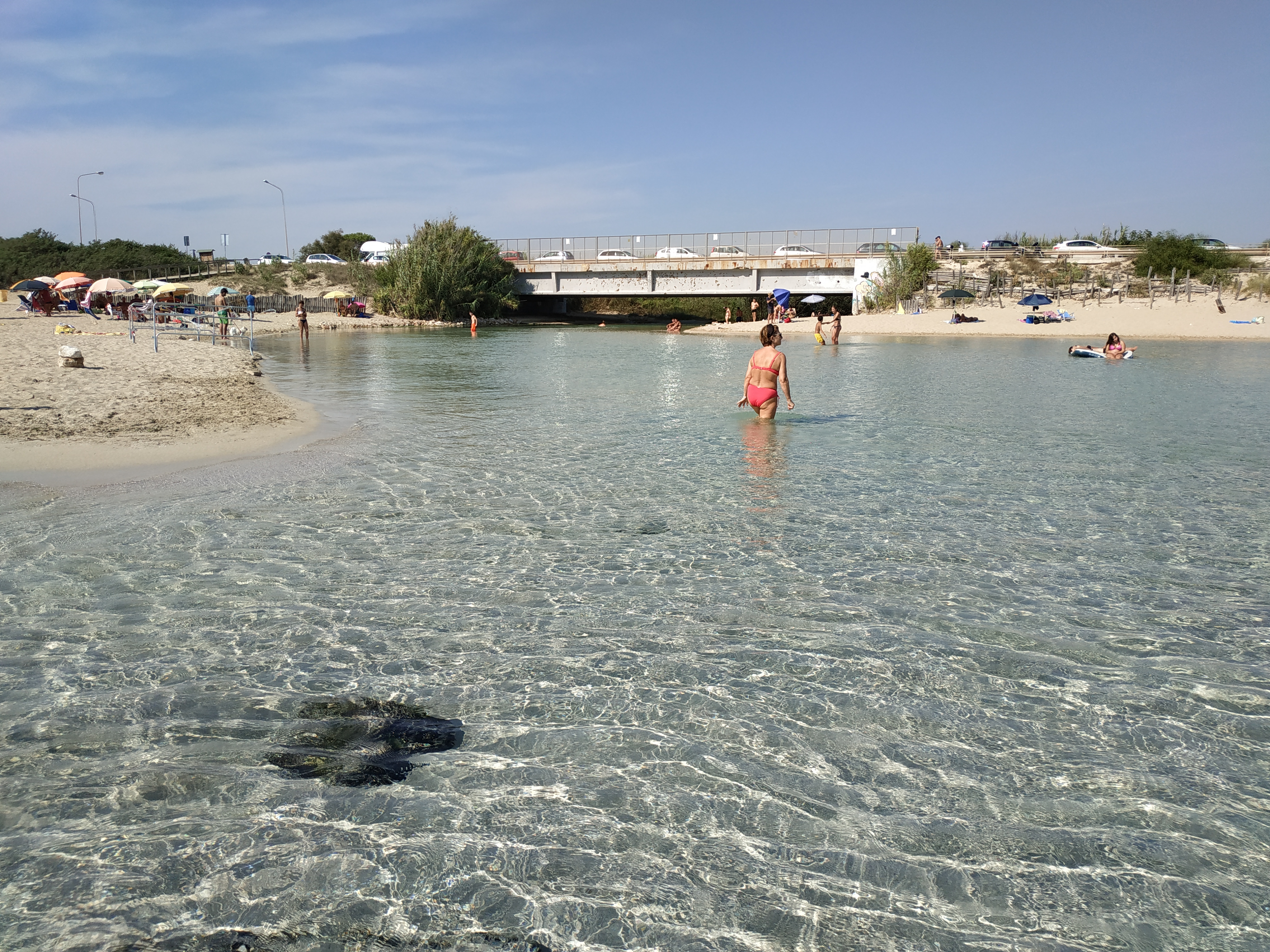
foce del fiume Chidro

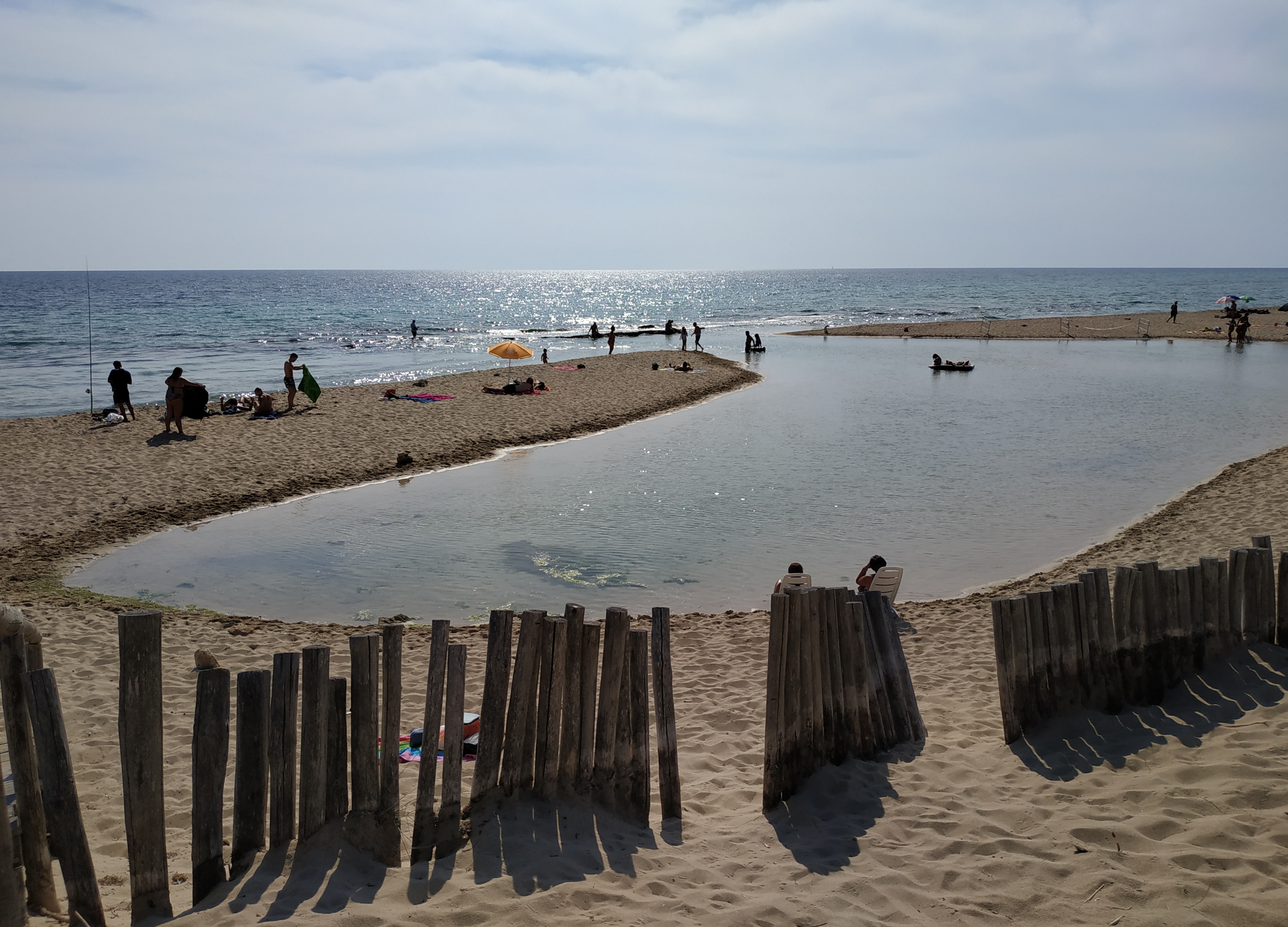
foce del fiume Chidro

## Fauna
La Salina dei Monaci, è un ottimo luogo per praticare il birdwatching. Inizialmente zona di sola sosta dei Fenicotteri rosa (Phoenicopterus roseus) durante le fasi di migrazione, col tempo si è trasformata in zona di nidificazione e, sia i fenicotteri, sia gli altri uccelli migratori, sono diventati stanziali e si possono ammirare tutto l'anno.
Altri uccelli migratori frequentano la zona come i Germani reali, gli Storni, le Gru, i Cigni, le Volpoche e le Oche selvatiche. Presente anche il poco comune Cavaliere d'italia. Uccelli tipici della zona sono anche l'Airone rosso, l'Airone bianco e l'Airone cenerino, la Garzetta, il Tarabuso il Combattente, il Cormorano, Fratino, Gabbiano corso, l'Avvoltoio capovaccaio, il Picchio, il Pettirosso, il Martin pescatore, la Capinera, lo Scricciolo, l'Usignolo, la Gazza, il Corvo ed il Merlo. Molto numerosi sono anche le specie di uccelli rapaci come il Barbagianni, la Civetta e il Gufo comune, che agiscono di notte, e la Poiana, il Falco pescatore, l'Albanella, il Nibbio bruno, il Biancone, il Falco pellegrino e il Gheppio.
Molto ampia la gamma di specie di anfibi come la Raganella italiana, il Rospo comune, e il Tritone italico.
I rettili più comuni invece sono la Tartaruga di terra e d'acqua dolce, la Biscia dal collare, il Biacco, il Cervone e il Colubro leopardino.
I mammiferi sono anch'essi molto numerosi, soprattutto animali adattabili come lo Scoiattolo, il Topo quercino e il Topo campestre.
Molto frequente il Riccio, e la più grande Istrice, oltre a Lepri, Conigli selvatici, Gatti selvatici, Volpi, Tassi, Faine e Cinghiali.
- Fenicotteri in formazione che sorvolano la spiaggia di Torre Colimena
- Fenicotteri in formazione che eseguono evoluzioni sulla salina prima di atterrare

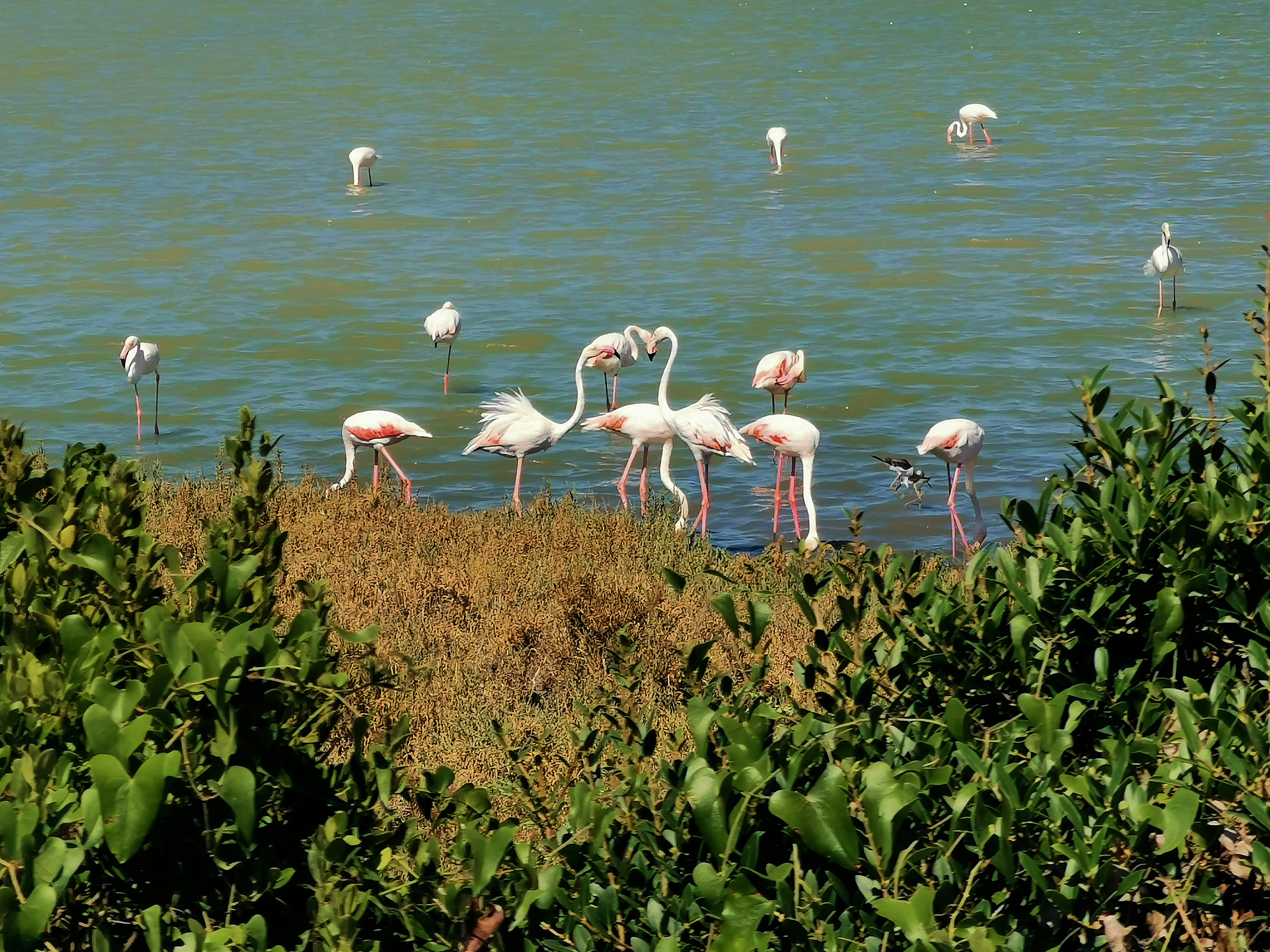
Fenicotteri rosa che filtrano l'acqua e il fondale della Salina dei Monaci in cerca di cibo
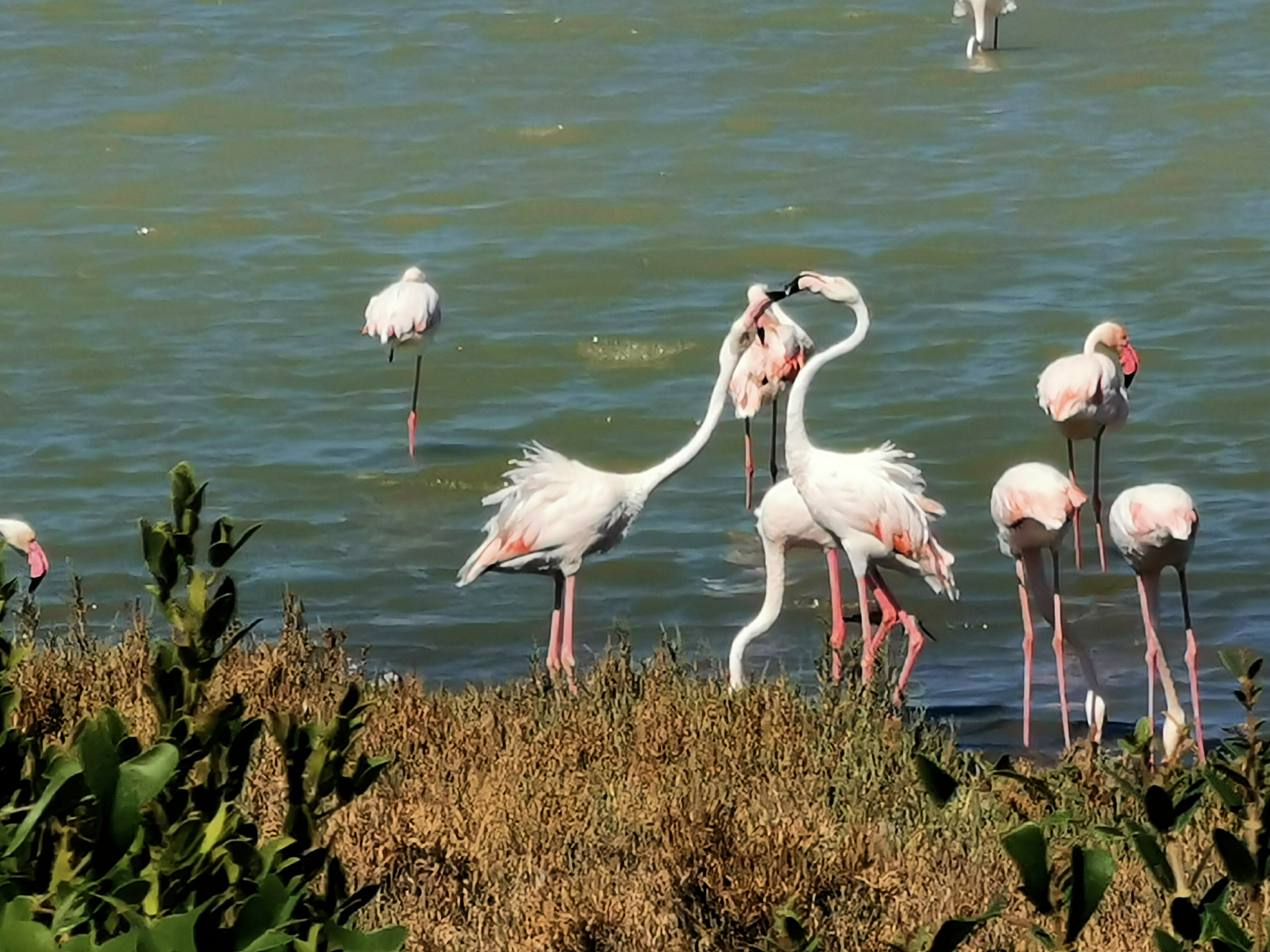
Fenicotteri rosa che filtrano l'acqua e il fondale della Salina dei Monaci in cerca di cibo
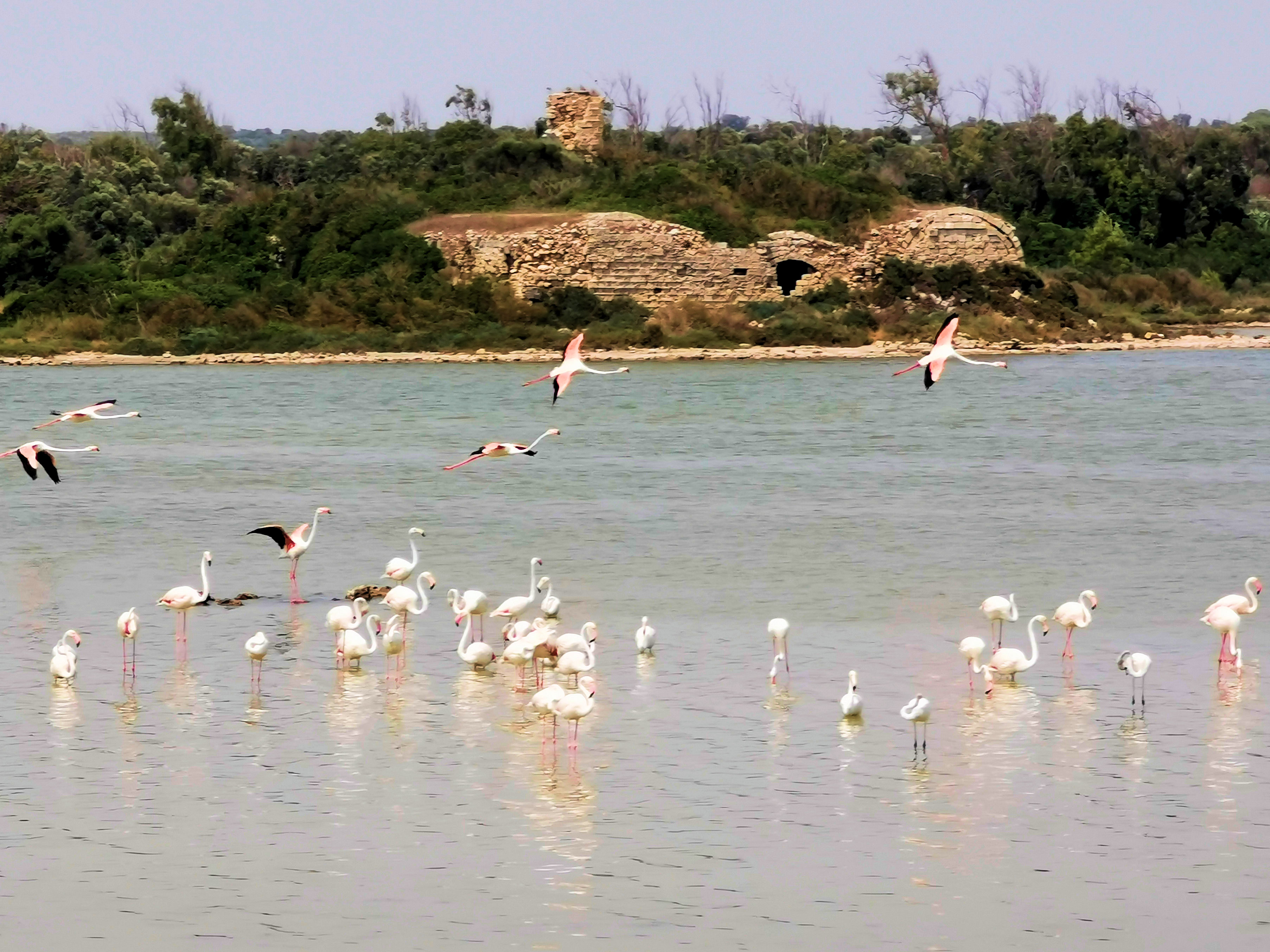
Fenicotteri che popolano la Salina dei Monaci di Torre Colimena
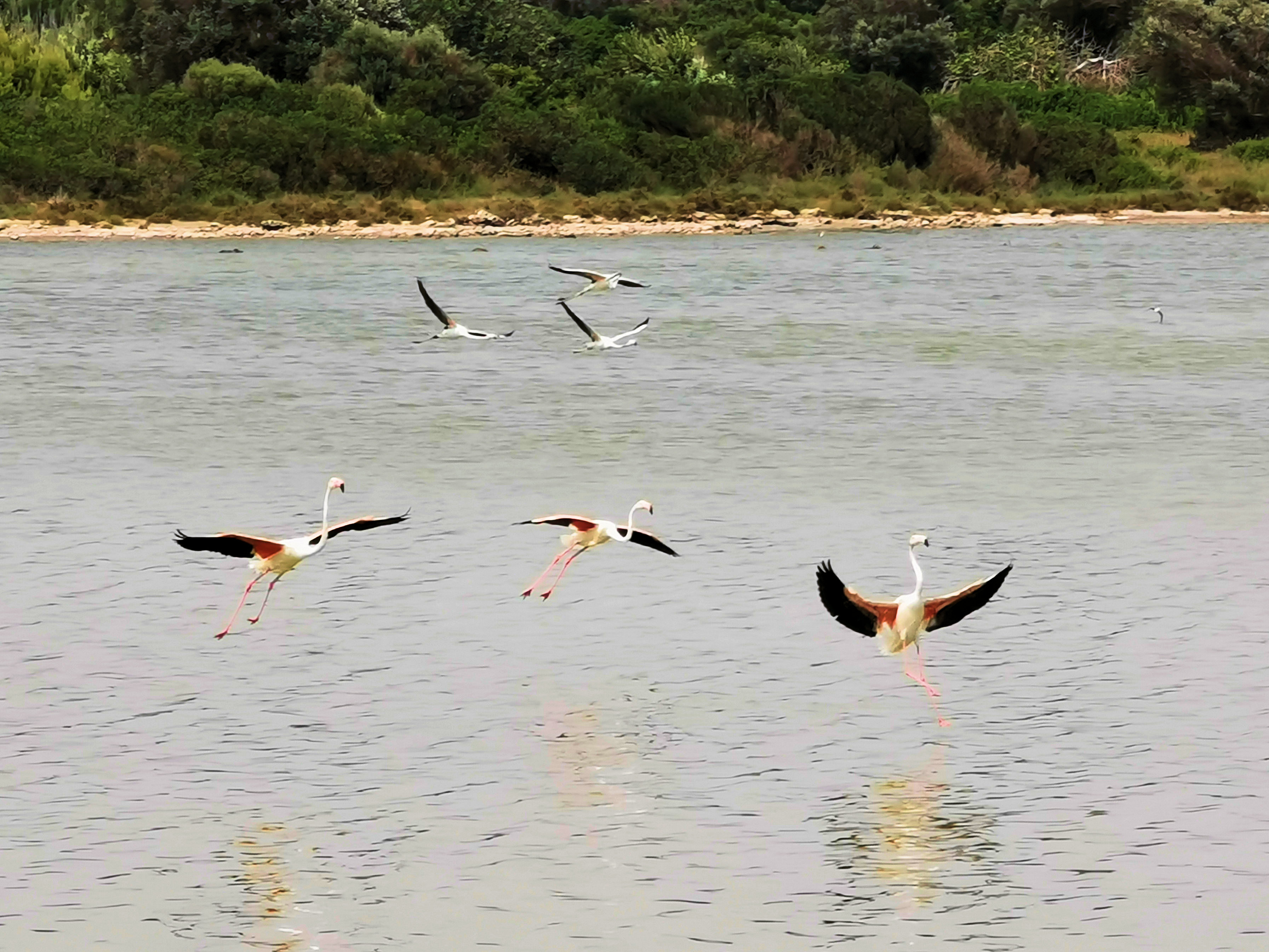
Fenicotteri che popolano la Salina dei Monaci di Torre Colimena
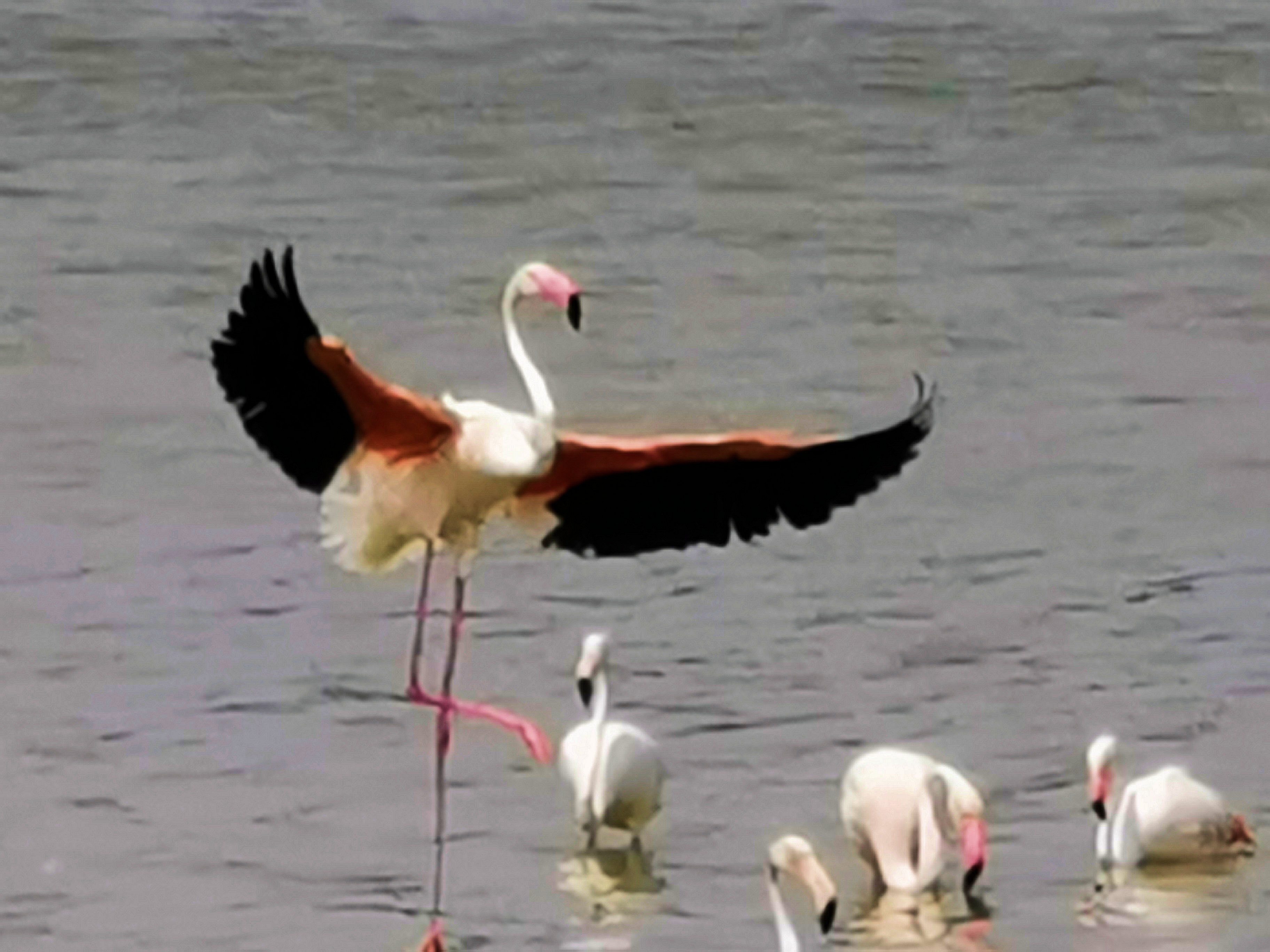
Fenicotteri che popolano la Salina dei Monaci di Torre Colimena
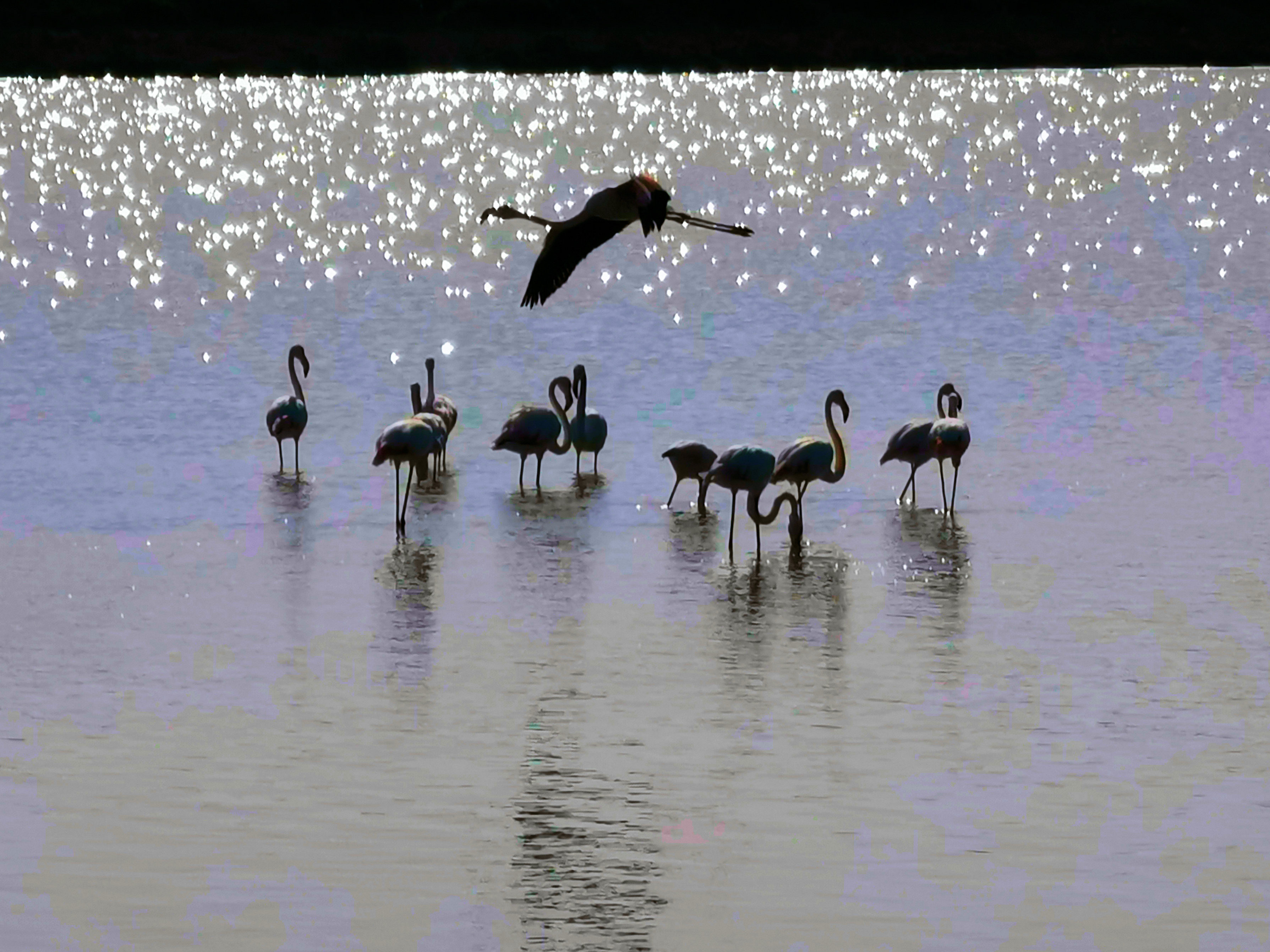
Fenicotteri che popolano la Salina dei Monaci di Torre Colimena
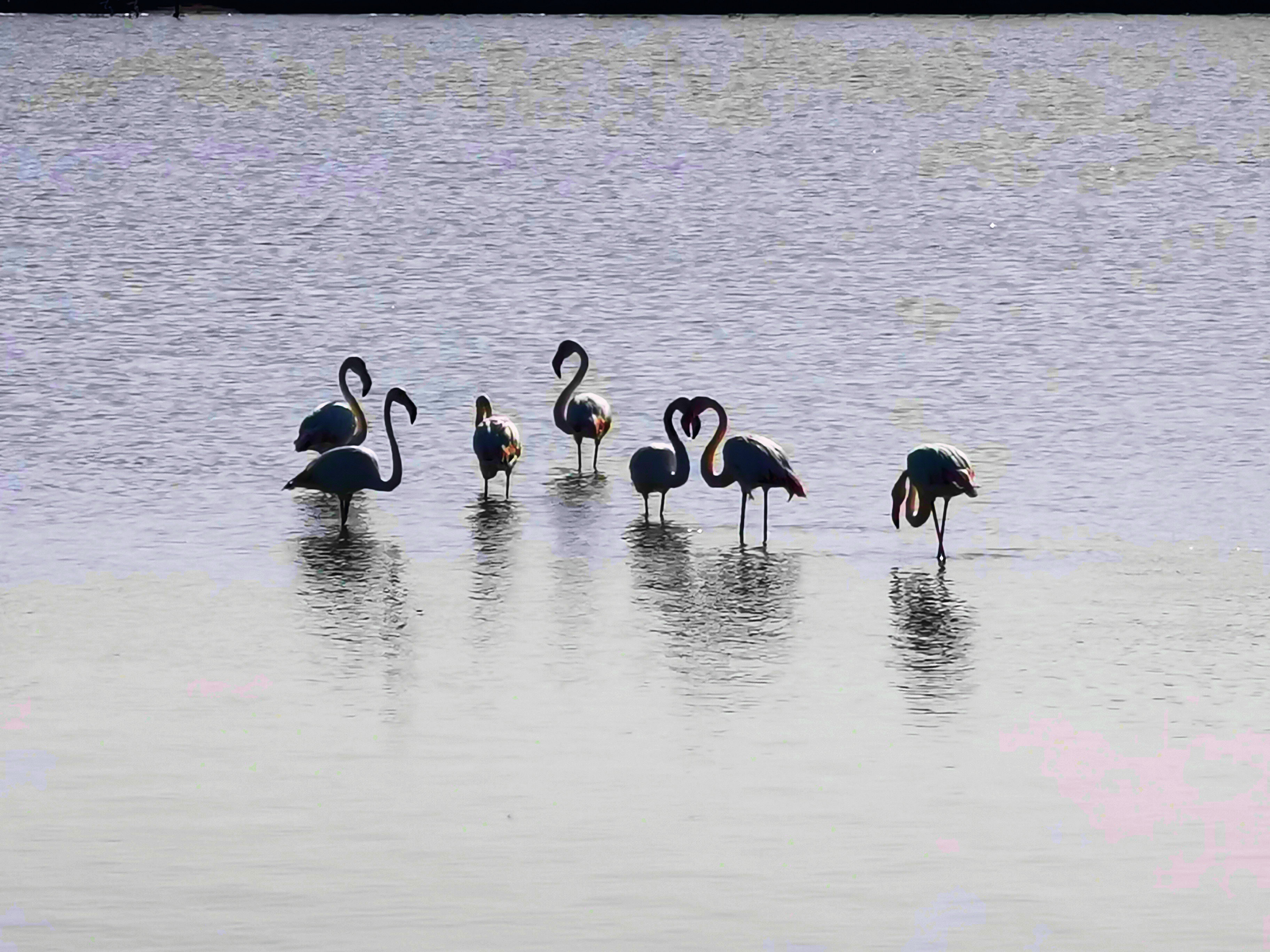
Fenicotteri che popolano la Salina dei Monaci di Torre Colimena
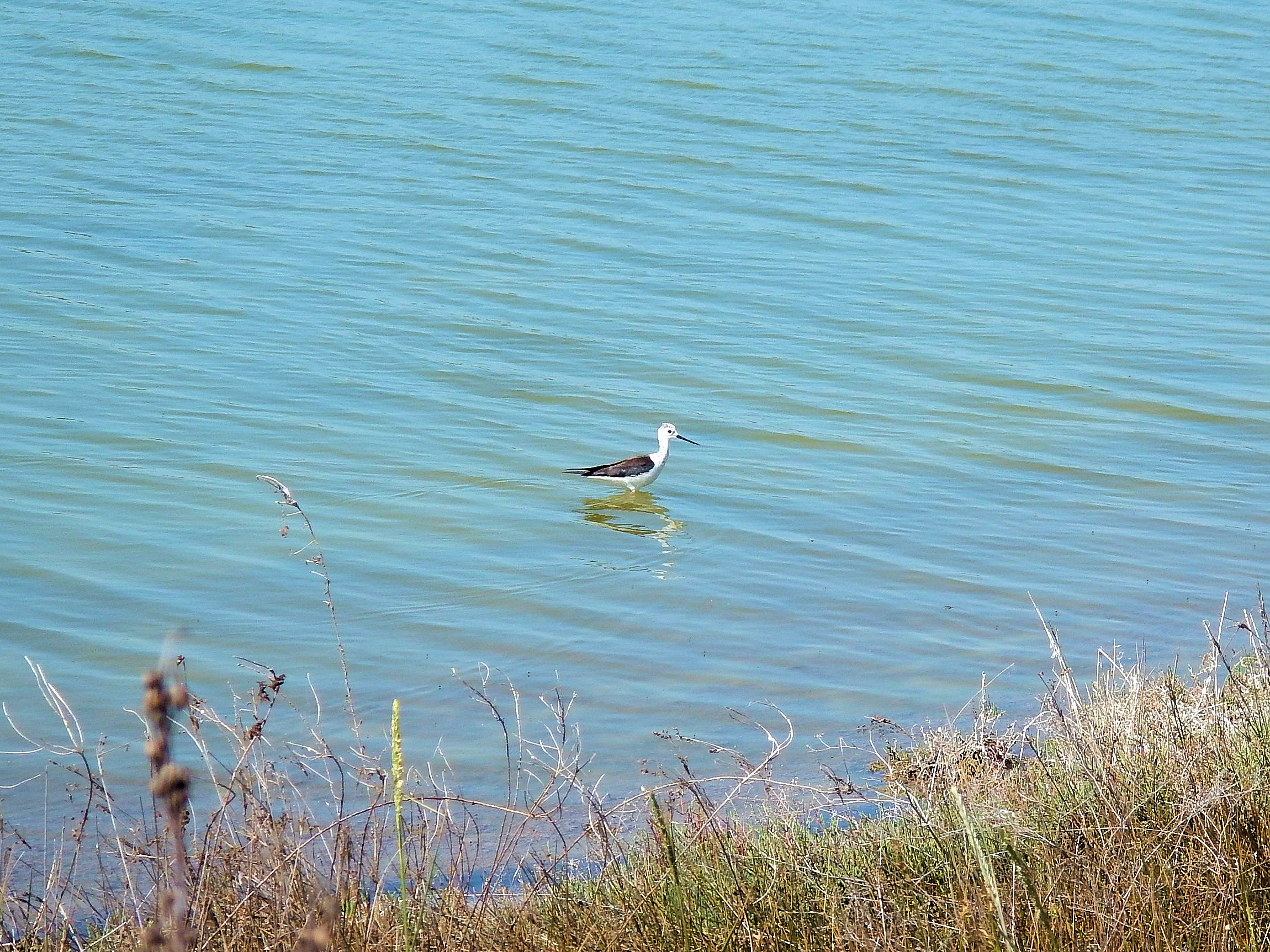
Fenicotteri che popolano la Salina dei Monaci di Torre Colimena
- Fenicotteri che popolano la Salina dei Monaci di Torre Colimena
- Fenicotteri che popolano la Salina dei Monaci di Torre Colimena
- Cavaliere d'Italia in volo la Salina dei Monaci di Torre Colimena con il suo tipico
- Cavaliere d'Italia in volo la Salina dei Monaci di Torre Colimena

## Flora
Tipica della salina dei Monaci è la presenza di salicornieti, costituiti da vegetali alofili. La macchia mediterranea è data dall'associazione di specie arbustive basse: Calicotome, Ginestra spinosa, Cisto femmina, Cisto marino, Lentisco, Mirto, Fillirea e estese fioriture di Giacinti.

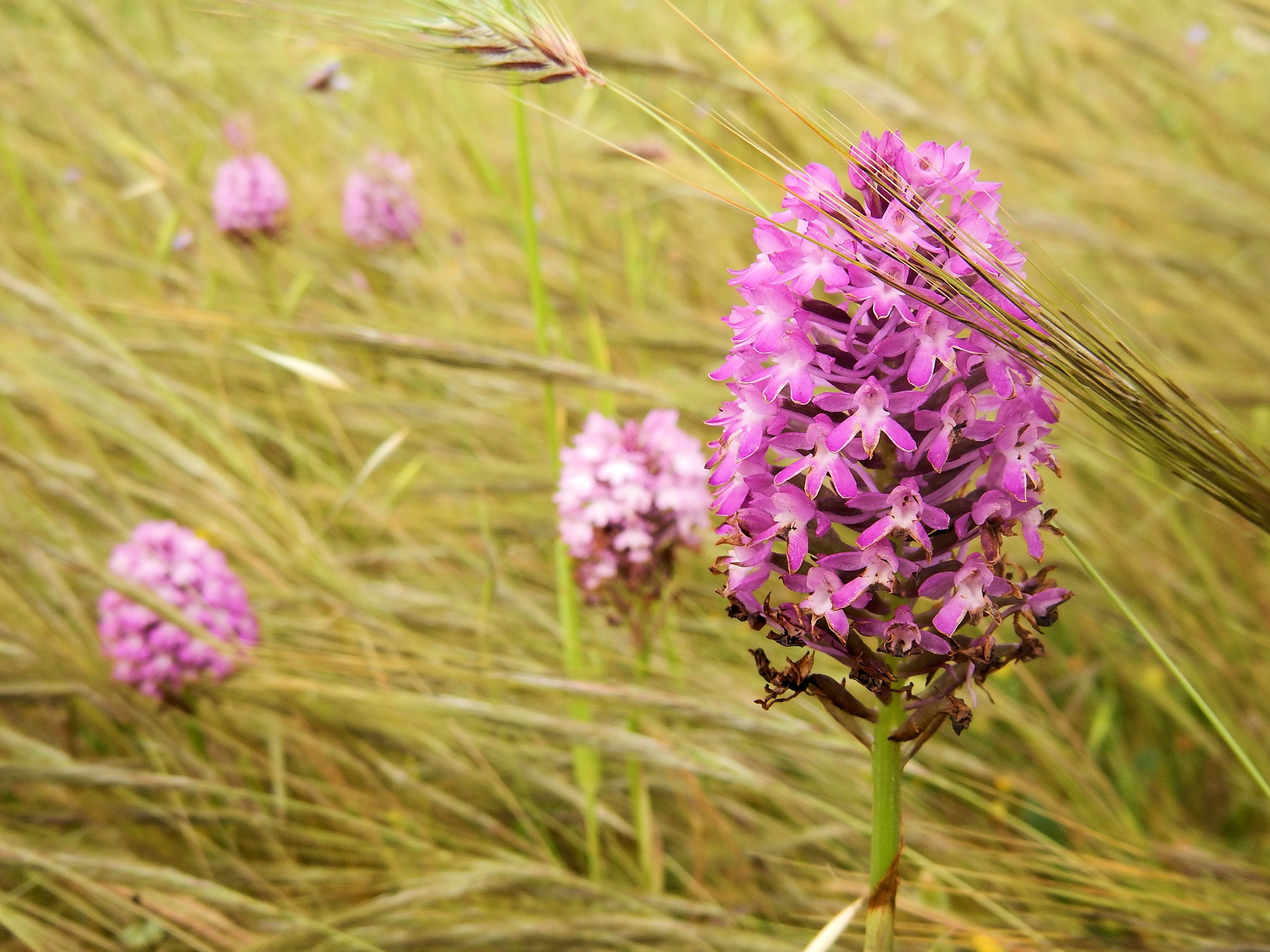
Fiori di giacinto